# Пашкино (село, Сєверний район)
Па́шкино (рос. Пашкино) — село у складі Сєверного району Оренбурзької області, Росія.

## Населення
Населення — 255 осіб (2010; 290 у 2002).
Національний склад (станом на 2002 рік):
- росіяни — 71 %